# Vasco de Lemos Mourisca
Vasco de Lemos Mourisca (Albergaria-a-Velha, 24 de Agosto de 1911 — 13 de Dezembro, 1984) foi um escritor e jornalista português.

## Percurso
Depois de ter deixado a vida das tertúlias e do Parque Mayer de Lisboa e o curso inacabado de Direito, Vasco Mourisca fixa-se em Albergaria, na casa de seus pais.
É o fundador do jornal Beira-Vouga que saiu pela primeira vez em 13 de Abril de 1941. Em 1943 é lançado o livro "Dança de Nuvens". Acaba por abandonar a direcção do jornal "Beira-Vouga" em Maio de 1946.
No ano de 1947 lança os livros "Alarme Na Cidade do Porto" e "Brilham Estrelas Ao Longe". A Atlântida, de Coimbra, lança em 1948 o livro "Folhas Soltas do Meu Diário".
Em 1952 foi editado "Carta Aberta A Um Espírita" com prefácio de Jaime Brasil. "Folhas Soltas do Meu Diário" foi editado em 1955. Novo livro, "Livro de orações", foi publicado em 1959 pela Atlântida.
Licencia-se em direito na Universidade de Coimbra.
Em 1974, fundou o jornal O Arauto de Osseloa, que incluía o suplemento jurídico "Toga", entre outros suplementos e secções.
Também foi crítico literário jornais como O Primeiro de Janeiro, no programa Companheiros da Alegria, entre outros espaços de cultura.

## Obras publicadas
- Dança de Nuvens - versos - 1943 - 147 pp [Livraria Clássica Editora]
- Alarme na Cidade do Porto - novela policial - 1947 - 144pp [Edições Altura]
- Brilham estrelas ao Longe - versos - 1947 - 152 pp [Tip. Vouga]
  - Folhas Soltas do Meu Diário - 1948 - 272 pp
- 7 Espirais de Sonho - versos
- Carta Aberta a um Espírita - 1952 - 31 pp
- Folhas Soltas do Meu Diário - verso e prosa (diário, 2 volumes) - 1956 - 383 pp
- Mensagem de Luz - cântico de Natal
- Ecos de Um Doutoramento - 1958 - poemeto crítico
- Livro de Orações - versos - 1959 - 41 pp [Atlântida]
- Mahalia - versos - 1961 - 70 pp [Tipografia Mondego, Gondomar]

## Outras
- Sobre Antiguidades - conferências - 1970 - 22 pp [Osseloa Antiguidades]

- Depoimento sobre Ferreira de Castro IN Livro do cinquentenário da vida literária de Ferreira de Castro, 1916-1966
- posf. da obra Cinzas duma sombra de Reinaldo Matos (1984)

## Curiosidades
VA-LÊ-MO era um dos pseudónimos usados por Vasco de Lemos Mourisca.

## Ligações
- Companheiros da Alegria
- Clube EDP
- Livro Orações
- Ecos de Um Doutoramento